# Голованов Василь Володимирович
Василь Володимирович Голованов (1 жовтня 1982 , Таллінн ) — журналіст, радник директора «Медіа Група Україна», ведучий каналу «Україна 24» (2020—2022), ведучий та голос проросійського каналу «112 Україна» (2013—2017), генеральний продюсер проросійського каналу NewsOne (2017—2020), медіаменеджер.
Актор театру «Чорний квадрат». До повномасштабного вторгнення РФ до України мав проросійські погляди, які під час вторгнення змінив на проукраїнські.

## Життєпис
Народився в Таллінні у сім'ї військового моряка, що служив у різних військових частинах СРСР. До розпаду СРСР жив на Кольському півострові під Мурманськом. В 1990 році з родиною переїхав до Києва.
1999 року закінчив школу № 300, у 2004 році — Національну академію управління, магістр фінансів і бакалавр права.

## Кар'єра
З 2006 року актор театру «Чорний квадрат», драматург. Грає у російськомовних виставах «Лифчик on-line», «Развод в пастельных тонах» тощо.
2013 року — ведучий «Вечірнього шоу» на «Просто Раді. О».
2013—2017 — ведучий «Вечірнього прайму», денного live-ефіру, проєктів «Чиста політика» і «Воєнний щоденник» на телеканалі «112 Україна», бренд-войс каналу, озвучував анонси, заставки, промо-ролики та документальні фільми.
2017 — виконавчий продюсер проросійського телеканалу «NewsOne», ведучий програми «Великий вечір»
З квітня 2018  — генпродюсер на «NewsOne», ведучий політичного шоу «Український формат».
12 липня 2019 року мав стати одним із ведучих телемосту між Україною та Росією «Надо поговорить» (ведучими з російського боку мали стати Андрій Малахов і Марія Сітель), який NewsOne мав провести з телеканалом «Росія-1». Голованов заявив, що програма мала бути без політики і без пропагандистів, людей під санкціями та всіх, хто «міг би сумніватися в тому, що Крим та Донбас належать Україні». ГПУ порушила кримінальне провадження за статтею «державна зрада» через підготовку телемосту, представники телеканалу заявили про відмову від намірів, а всіх причетних (зокрема власника каналу Тараса Козака та Василя Голованова), викликали на допит до прокуратури. Представники каналу заявили про отримання критичних відгуків на цю ідею включно з погрозами.
15 липня 2019 Голованова та співведучу Олену Кирик внесли до бази даних сайту «Миротворець» за намір взяти участь у «телемості» між проросійським телеканалом «NewsOne» та російським «Росія-1».
2018 року знявся в ролі ведучого у документальному фільмі «5 днів з Кононенком», який був виготовлений продакшеном GoodMedia. Цей фільм було показано в січні 2019 року в ефірі каналу «Прямий» та «5 каналу».
19 лютого 2020 року звільнився з посади генпродюсера «NewsOne».
25 лютого 2020 року став радником директора медіахолдингу «Медіа Група Україна» зі створення лінійки політичного прайму на телеканалі Україна 24.
З 6 квітня 2020 року по 22 лютого 2022 року на каналі Україна 24 вів політичне шоу «Час Голованова».
З 9 вересня 2020 року по 23 лютого 2022 року на каналі «Україна 24» вів програму «Ток-шоу № 1».
З 11 червня по 17 вересня 2021 року був ведучим підсумкової програми (з 8 жовтня 2021 року по 18 лютого 2022 року — ток-шоу) «Велика п'ятниця».
31 грудня 2021 року брав участь у новорічному шоу «Все буде красиво».
29 березня 2022 висвітлював зі Стамбулу в ефірах марафонів Єдині новини та Freeдом переговори української та російської делегацій за участю президента Туреччини Реджепа Ердогана
З березня по липень 2022 — ведучий інформаційного блоку телеканалу «Україна 24» у російськомовному проєкті FreeДом телеканалу іномовлення UATV.
З 26 вересня 2022 року автор і ведучий власного ютуб-каналу «Голованов».
У листопаді 2022 року відвідав Донецьку область, де за п'ять кілометрів від лінії фронту записав інтерв'ю з бійцями 72-ої окремої механізованої бригади ЗСУ.

## Відзнаки
- 2016 — лауреат премії «Людина року»[35]
- 2017 — переможець у номінації «Тележурналіст року» премії «Людина року»[36]

## Особисте життя
Виховує трьох доньок. Дружина — акторка театру «Чорний квадрат» Поліна Голованова.